# Пишки
Пи́шки — село в Україні, у Старосинявській селищній громаді Хмельницького району Хмельницької області. Населення становить 230 осіб.

## Історія
У дев'ятнадцятому столітті від тодішньої власниці Юзефи Валевської з Любомирських (пом. 1851) цей маєток купив Адам Осташевський (1750—1829), офіцер повстання Костюшка. Ймовірно, саме він збудував дерев'яну садибу, що збереглася до Першої світової війни. Ця будівля була одноповерховою, а центральна частина — двоповерховою, на три осі. Перед двоповерховою частиною був портик із чотирма колонами та балконом. Фасади були покриті білою гладкою штукатуркою. Чотирисхилий (а над двоповерховою частиною — двосхилий) гладкий дах був покритий ґонтом.
У дев'ятнадцятому столітті село належало до громади Мшанець і до римсько-католицької парафії в Острополі Житомирського деканату.
7 (20) листопада 1917 року, відповідно до Третього Універсалу Української Центральної Ради, увійшло до складу Української Народної Республіки.
12 червня 2020 року, відповідно до розпорядження Кабінету Міністрів України № 727-р «Про визначення адміністративних центрів та затвердження територій територіальних громад Хмельницької області», увійшло до складу Старосинявської селищної громади.
19 липня 2020 року, в результаті адміністративно-територіальної реформи та ліквідації Старосинявського району, село увійшло до складу новоутвореного Хмельницького району.

## Населення
Згідно з переписом УРСР 1989 року чисельність наявного населення села становила 377 осіб, з яких 174 чоловіки та 203 жінки.
За переписом населення України 2001 року в селі мешкало 308 осіб. 100 % населення вказало своєю рідною мовою українську мову.

## Галерея

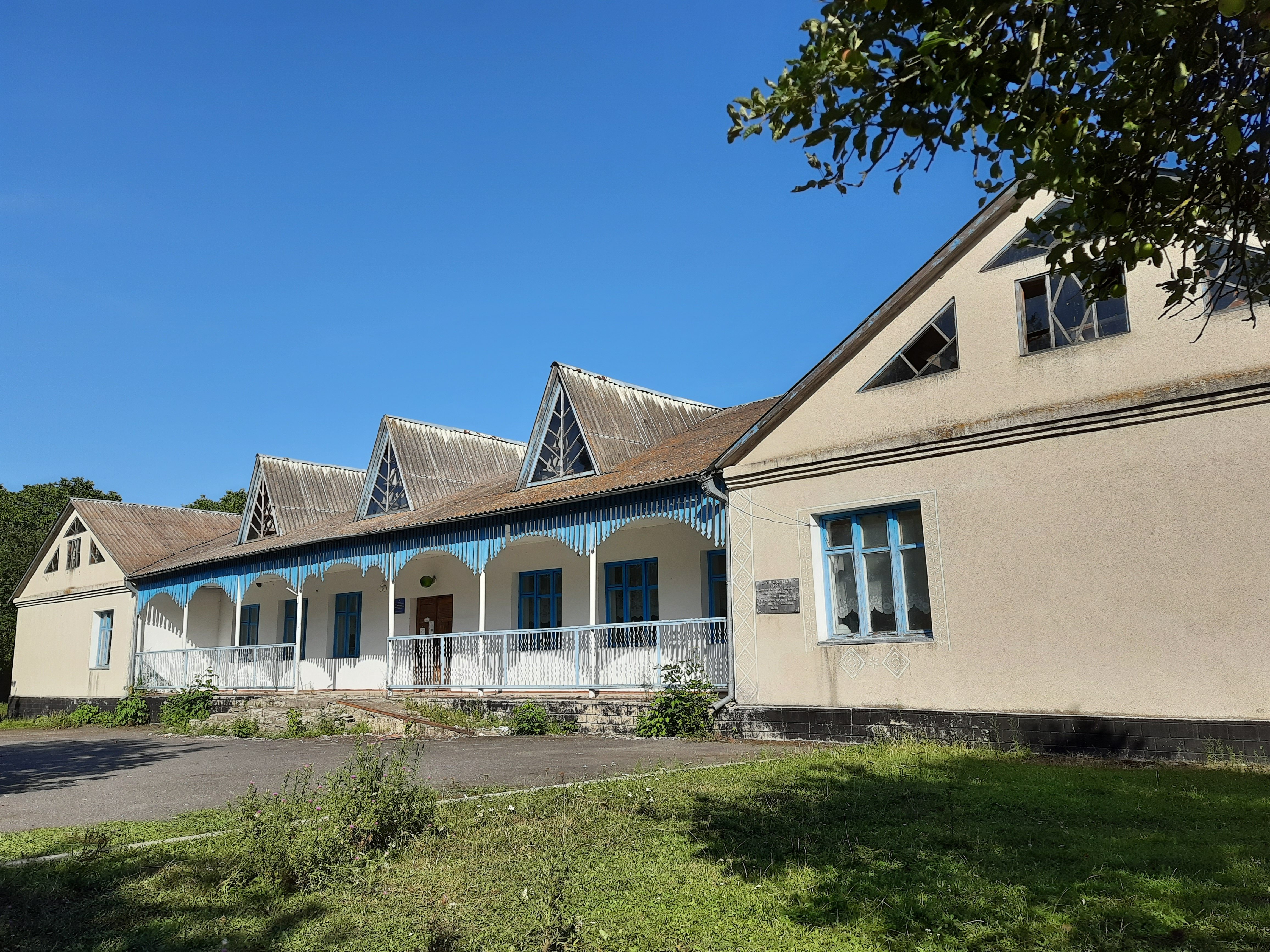
Школа
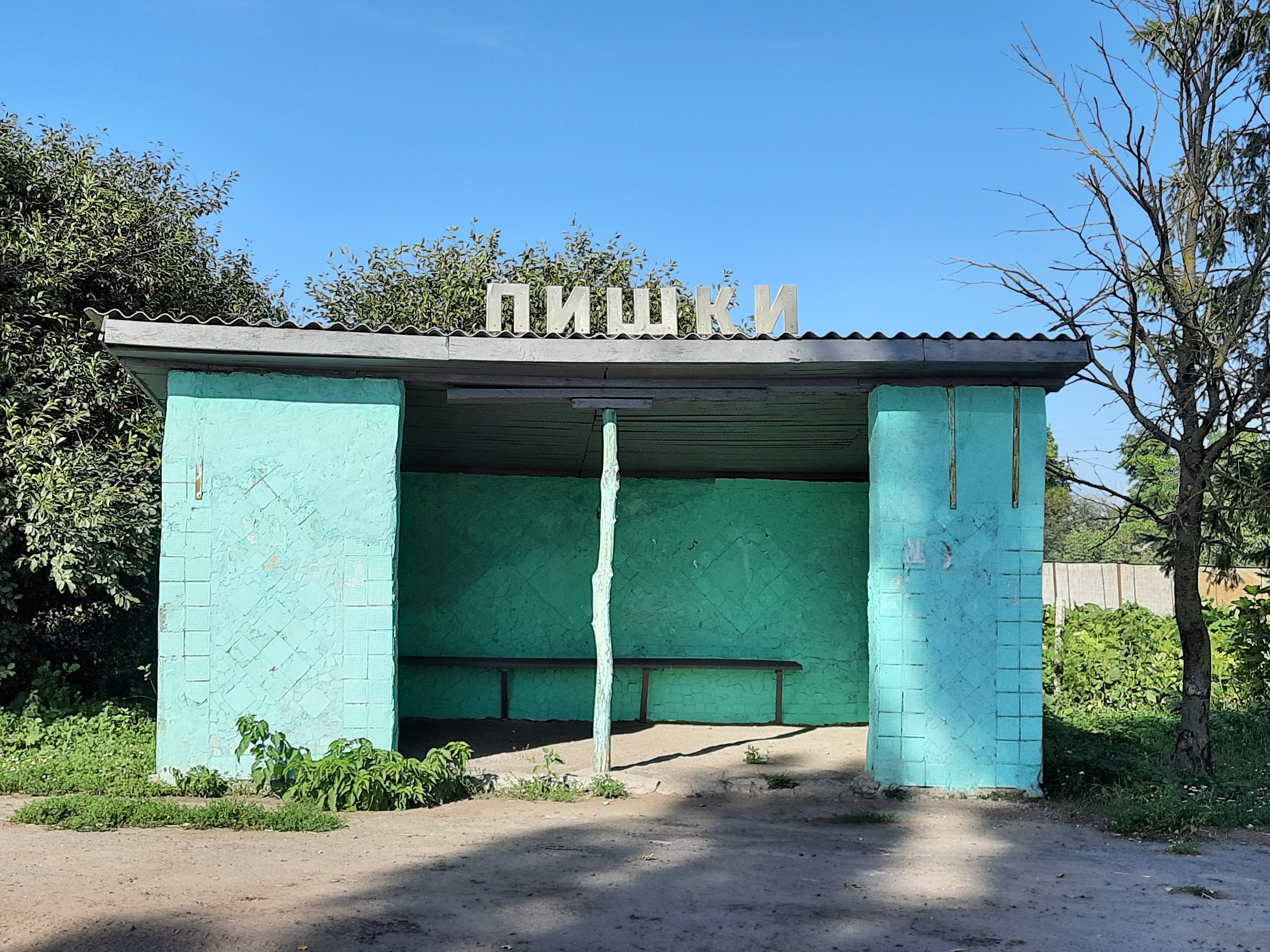
Автобусна зупинка
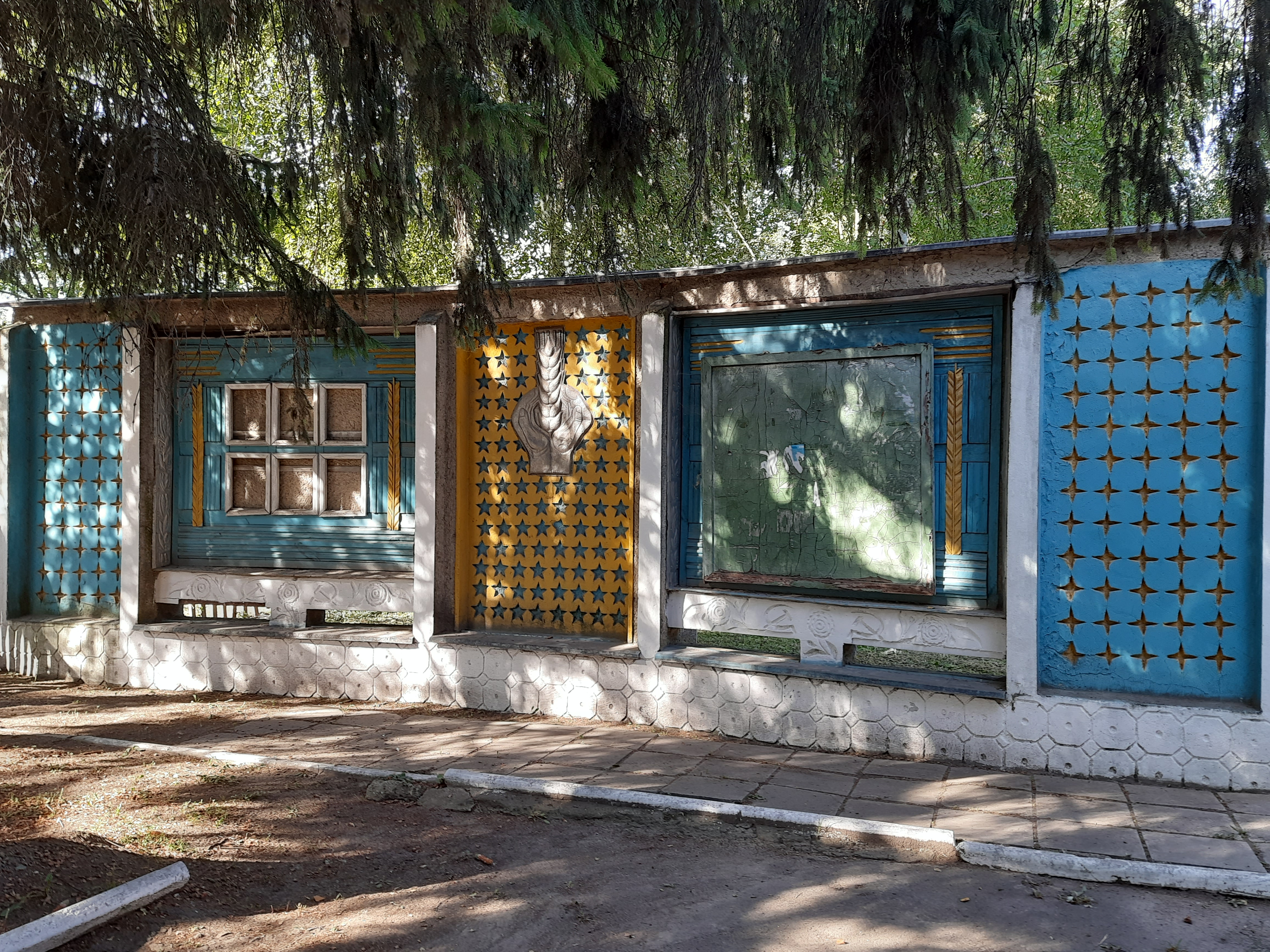
Стела в центрі села